# Davide Rigamonti
Davide Rigamonti (Milano, 15 ottobre 1978) è un fumettista italiano.

## Biografia
Dopo la maturità artistica presso l'Istituto Cimabue di Milano, si iscrive alla Scuola del Fumetto di Milano, con la quale inizia le prime pubblicazioni.
Successivamente collabora a diverse esperienze editoriali con Focus Junior, Edizioni If e Alta Fedeltà.
Nel 2008 entra in Bonelli, esordendo sul numero 211 della serie regolare di Nathan Never, personaggio con cui, successivamente, disegnerà anche molte altre storie.
Nel 2014 crea il team-up con Dylan Dog, mentre nel 2016 realizza una storia per la collana Romanzi a fumetti Bonelli.
È co-creatore, insieme a Mariano De Biase, della serie Odessa.

## Pubblicazioni (parziale)

### Odessa
- Davide Rigamonti (testi), Federico Giretti (colori), Emanuele Boccanfuso (disegni); Storie di mondi, in Odessa Resistenza n. 1, Sergio Bonelli Editore, novembre 2020.
- Davide Rigamonti, Stefano Piani, Adriano Barone (testi), Simone Ragazzoni (disegni); Il gioco della torre, in Odessa Resistenza n. 2, Sergio Bonelli Editore, dicembre 2020.
- Davide Rigamonti, Piero Fissore (testi), Virginia Chiabotti (colori), Michela Da Sacco (disegni); Ritorni, in Odessa Resistenza n. 3, Sergio Bonelli Editore, gennaio 2021.
- Davide Rigamonti (testi), Daria Cerchi (colori), Antonella Vicari (disegni); La risalita, in Odessa Resistenza n. 4, Sergio Bonelli Editore, febbraio 2021.
- Davide Rigamonti (testi), Edoardo Arzani (colori), Patrizia Mandanici, Riccardo Chiereghin (disegni); Prima della fine, in Odessa Resistenza n. 5, Sergio Bonelli Editore, marzo 2021.
- Davide Rigamonti (testi), Mariano De Biase (colori), Matteo Resinati (disegni); Il giorno degli Ignoti, in Odessa Resistenza n. 6, Sergio Bonelli Editore, aprile 2021.

### Nathan Never
- Davide Rigamonti (testi), Roberto De Angelis (disegni); Il mostro nell’ombra, in Nathan Never n. 211, Sergio Bonelli Editore, dicembre 2009.
- Davide Rigamonti (testi), Roberto De Angelis (disegni); L’uomo di ghiaccio, in Nathan Never n. 218, Sergio Bonelli Editore, luglio 2009.
- Davide Rigamonti (testi), Giancarlo Olivares (disegni); Il segreto di Calvin White, in Nathan Never n. 224, Sergio Bonelli Editore, gennaio 2010.
- Davide Rigamonti (testi), Max Bertolini (disegni); Il museo dei ricordi, in Nathan Never n. 238, Sergio Bonelli Editore, marzo 2011.
- Davide Rigamonti (testi), Matteo Resinanti, Antonella Vicari (disegni); Maxi Nathan Never n. 7, Sergio Bonelli Editore, aprile 2011.
- Davide Rigamonti (testi), Giuseppe Barbati, Luca Casalanguida (disegni); Zanne d'acciaio, in Almanacco della fantascienza n. 19, Sergio Bonelli Editore, luglio 2011.
- Davide Rigamonti (testi), Paolo Di Clemente (disegni); Un mondo vuoto, in Nathan Never gigante n. 15, Sergio Bonelli Editore, marzo 2012.
- Davide Rigamonti, Antonio Serra (testi), Ivan Calcaterra (disegni); Il faro di Alessandria, in Nathan Never n. 251, Sergio Bonelli Editore, aprile 2012.
- Davide Rigamonti, Antonio Serra (testi), Patrizia Mandanici (disegni); Nel cuore della macchina, in Nathan Never n. 252, Sergio Bonelli Editore, maggio 2012.
- Davide Rigamonti (testi), Francesco Rizzato (disegni); La maschera dell'odio, in Agenzia Alfa n. 27, Sergio Bonelli Editore, ottobre 2012.
- Davide Rigamonti (testi), Lucia Arduini (disegni); Incubo genetico, in Agenzia Alfa n. 27, Sergio Bonelli Editore, ottobre 2012.
- Davide Rigamonti (testi), Maurizio Gradin (disegni); La stirpe di Tiamat, in Nathan Never n. 261, Sergio Bonelli Editore, febbraio 2013.
- Davide Rigamonti (testi), Romeo Toffanetti (disegni); L'ultimo regalo, in Nathan Never n. 262, Sergio Bonelli Editore, marzo 2013.
- Davide Rigamonti, Davide Barzi (testi), Ivan Fiorelli, Rob Dakar Meli (disegni); Eroi nella polvere, in Nathan Never n. 265, Sergio Bonelli Editore, giugno 2013.
- Davide Rigamonti (testi), Gièz (disegni); La confraternita, in Almanacco della fantascienza n. 21, Sergio Bonelli Editore, luglio 2013.
- Davide Rigamonti (testi), Romeo Toffanetti (disegni); Le lacrime della sirena, in Nathan Never n. 273, Sergio Bonelli Editore, febbraio 2014.
- Davide Rigamonti, Antonio Serra (testi), Emanuele Boccanfuso, Max Bertolini, Sergio Giardo (disegni); Quando la ragione tace, in Agenzia Alfa n. 30, Sergio Bonelli Editore, febbraio 2014.
- Davide Rigamonti (testi), Corrado roi (disegni); I giorni della maschera, in Le Grandi Storie di Nathan Never n. 1, Sergio Bonelli Editore, marzo 2014.
- Davide Rigamonti, Giovanni Gualdoni, Giovanni Eccher, Mirko Perniola, Antonio Serra, Stefano Vietti (testi), Emanuele Boccanfuso, Valentino Forlini, Sergio Giardo, Maurizio Gradin, Luciano Regazzoni, Romeo Toffanetti (disegni); Memorie artificiali, in Universo Alfa n. 14, Sergio Bonelli Editore, maggio 2014.
- Davide Rigamonti (testi), Max Bertolini (disegni); La cosa giusta, in Nathan Never n. 278, Sergio Bonelli Editore, luglio 2014.
- Davide Rigamonti (testi), Fabio Jacomelli (disegni); Triplice attacco, in Agenzia Alfa n. 32, Sergio Bonelli Editore, ottobre 2014.
- Davide Rigamonti (testi), Matteo Resinanti, Antonella Vicari (disegni); Lo sguardo del testimone, in Agenzia Alfa n. 34, Sergio Bonelli Editore, giugno 2015.
- Davide Rigamonti (testi), Silvia Corbetta (disegni); Quando il sogno finisce, in Nathan Never n. 290, Sergio Bonelli Editore, luglio 2015.
- Davide Rigamonti, Giovanni Gualdoni (testi), Ivan Zoni (disegni); Scacco matto, in Nathan Never n. 295, Sergio Bonelli Editore, dicembre 2015.
- Davide Rigamonti, Giovanni Gualdoni, Stefano Munarini (testi), Matteo Resinati, Antonella Vicari (disegni); Real history, in Nathan Never n. 310, Sergio Bonelli Editore, marzo 2017.
- Davide Rigamonti, Giuliano Ramella (testi), Valentino Forlini (disegni); Il dilemma, in Nathan Never n. 316, Sergio Bonelli Editore, settembre 2017.
- Davide Rigamonti (testi), Mario Atzori (disegni); Ciò che non muore, in Nathan Never n. 317, Sergio Bonelli Editore, ottobre 2017.
- Davide Rigamonti, Giovanni Gualdoni (testi), Emanuele Boccanfuso (disegni); Paradiso perduto, in Universo Alfa n. 21, Sergio Bonelli Editore, novembre 2017.
- Davide Rigamonti, Giovanni Gualdoni (testi), Ivan Fiorelli (disegni); I figli dell'Eden, in Universo Alfa n. 22, Sergio Bonelli Editore, maggio 2018.
- Davide Rigamonti, Giovanni Gualdoni (testi), Fabrizio Busticchi, Luana Paesani (disegni); Missione nel sottosuolo, in Maxi Nathan Never n. 16, Sergio Bonelli Editore, ottobre 2018.
- Davide Rigamonti, Silvia Mericone, Rita Porretto (testi), Patrizia Mandanici (disegni); Codice fantasma, in Nathan Never n. 331, Sergio Bonelli Editore, dicembre 2018.
- Davide Rigamonti (testi), Valentina Romeo (disegni); Tracce di verità, in Nathan Never n. 333, Sergio Bonelli Editore, febbraio 2019.
- Davide Rigamonti (testi), Vanessa Belardo (disegni); Elania è scomparsa!, in Nathan Never n. 335, Sergio Bonelli Editore, aprile 2019.
- Davide Rigamonti (testi), Luana Paesani, Fabrizio Busticchi (disegni); Incubi e paradisi, in Nathan Never n. 336, Sergio Bonelli Editore, maggio 2019.
- Davide Rigamonti (testi), Stefano Santoro (disegni); L'ultima indagine, in Nathan Never n. 341, Sergio Bonelli Editore, ottobre 2019.

### Altre pubblicazioni
- Davide Rigamonti (testi), Ivan Calcaterra (disegni); Demoni e silicio, in Dylan Dog Color Fest n. 12, Sergio Bonelli Editore, aprile 2014.
- Davide Rigamonti, Antonio Serra (testi), Lucia Arduini (disegni); Ex vitro vita, in Greystorm il romanzo n. 1, Sergio Bonelli Editore, ottobre 2016.
- Davide Rigamonti (testi), Mario Jannì (disegni); Agguato al porto, in Nick Raider - Le nuove indagini n. 2, Sergio Bonelli Editore, dicembre 2021.